# Бронзовые кукушки
Бронзовые кукушки (лат. Chrysococcyx) — род птиц подсемейства настоящих кукушек (Cuculinae) семейства кукушковых (Cuculidae).

## Виды
В состав рода включают 6 видов:
Названия приведены в соответствии со словарем Бёме и Флинта
- Chrysococcyx maculatus — Изумрудная бронзовая кукушка
- Chrysococcyx xanthorhynchus — Фиолетовая бронзовая кукушка
- Chrysococcyx caprius — Бронзовая кукушка, или дидрик
- Chrysococcyx klaas — Бронзовая кукушка Клааса
- Chrysococcyx flavigularis — Желтогорлая бронзовая кукушка
- Chrysococcyx cupreus — Золотистая бронзовая кукушка

Ранее к роду также относили таксоны, позднее выделенные в род Chalcites:
- Chalcites megarhynchus — Длинноклювая кукушка
- Chalcites basalis — Краснохвостая бронзовая кукушка
- Chalcites osculans — Черноухая бронзовая кукушка
- Chalcites ruficollis — Красношейная бронзовая кукушка
- Chalcites lucidus — Блестящая бронзовая кукушка
- Chalcites meyeri — Краснокрылая бронзовая кукушка
- Chalcites minutillus — Карликовая кукушка